# سیکلید خط‌نارنجی
سیکلید خط نارنجی (نام علمی: Heros efasciatus) که به نام سوروم نیز شناخته میشود، نام یک گونه از تیره سیکلید است.